# Lecithaster helodes
Lecithaster helodes är en plattmaskart. Lecithaster helodes ingår i släktet Lecithaster och familjen Hemiuridae. Inga underarter finns listade i Catalogue of Life.